# 지카나가역
지카나가역(일본어: 近永駅)은 일본 에히메현 기타우와군 기호쿠 정에 위치한 시코쿠 여객철도 요도 선의 철도역이다. 역 번호는 G40이며, 섬식 승강장 1면 2선의 구조를 갖춘 지상역이다.

## 타는 곳
| 역사 측 | ■ 요도 선 | 상행 | 에카와사키 · 구보카와 방면 |
| 반대 측 | ■ 요도 선 | 하행 | 우와지마 방면              |

## 역 주변
- 미마 강

## 역사
- 1914년 10월 18일 : 우와지마 철도의 역으로서 개업.
- 1923년 12월 12일 : 요시노 (현 · 요시노부 역)까지 개업, 도중역으로 한다.
- 1933년 8월 1일 : 우와지마 철도가 국유화.
- 1985년 2월 1일 : 정류소화.
- 1987년 4월 1일 : 일본국유철도 분할 민영화에 의해, 시코쿠 여객철도가 승계.

## 인접 역
| 시코쿠 여객철도 요도 선 | 시코쿠 여객철도 요도 선 | 시코쿠 여객철도 요도 선       |
| ----------------------- | ----------------------- | ----------------------------- |
| G 39 이즈메 와카이 방면 | 요도 선                 | 후카타 G 41 기타우와지마 방면 |